# Плохарский, Войцех

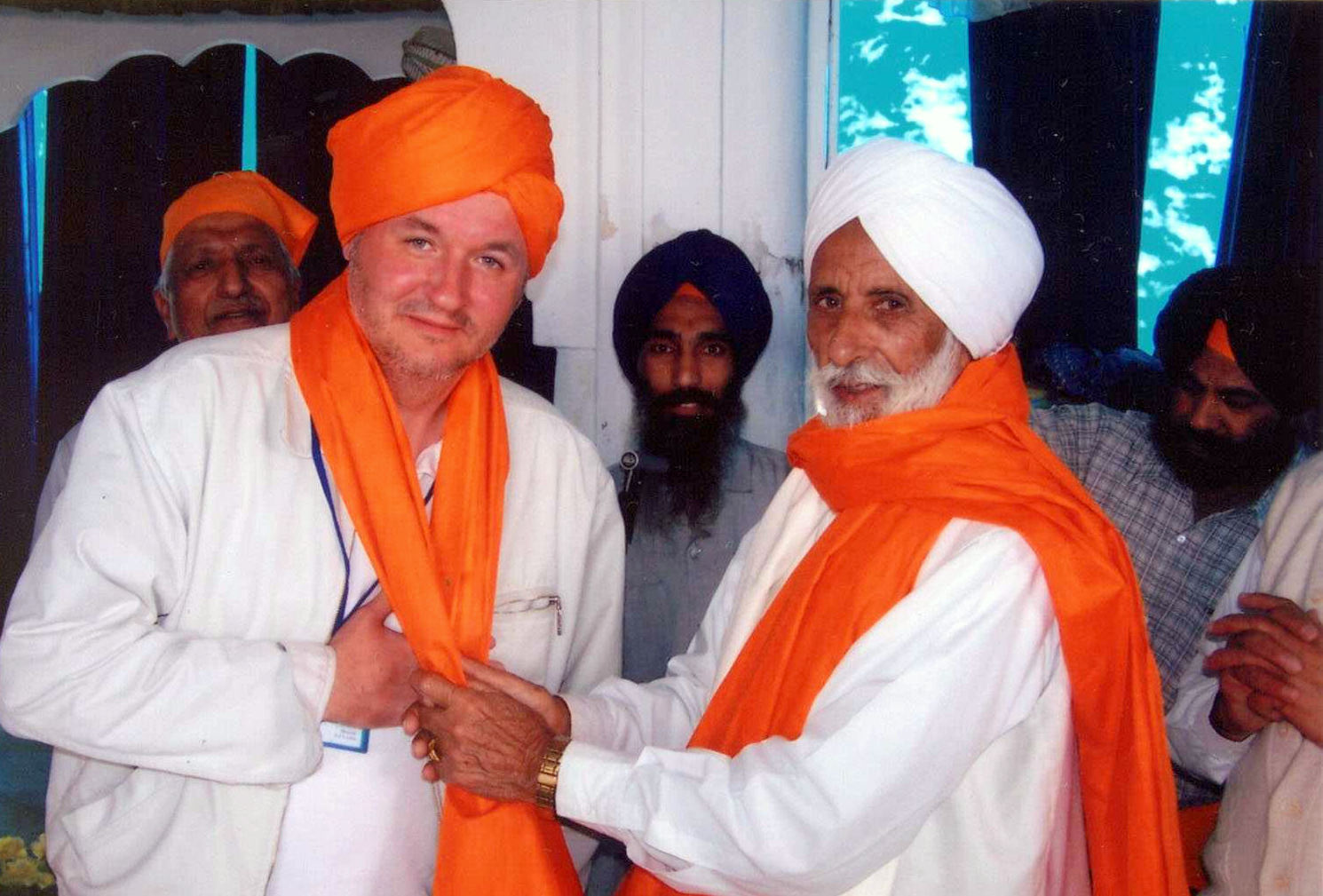
На фестивале писателей в Индии (2006)

Во́йцех Ю́лиуш Плоха́рский (пол. Wojciech Juliusz Płocharski; 11 апреля 1964 года, Ольштын) — польский журналист, автор, композитор, путешественник.

## Биография
Родился в Ольштыне. С 1982 по 1989 год учился на факультете журналистики и политических наук Варшавского университета. В 1991—2006 годах работал в ПАП (Польское агентство печати) в качестве редактора и корреспондента (новости из Белоруссии, Чечни, Эстонии). В 2010 году проводил интернет-кампанию кандидата в президенты Анджея Олеховского.

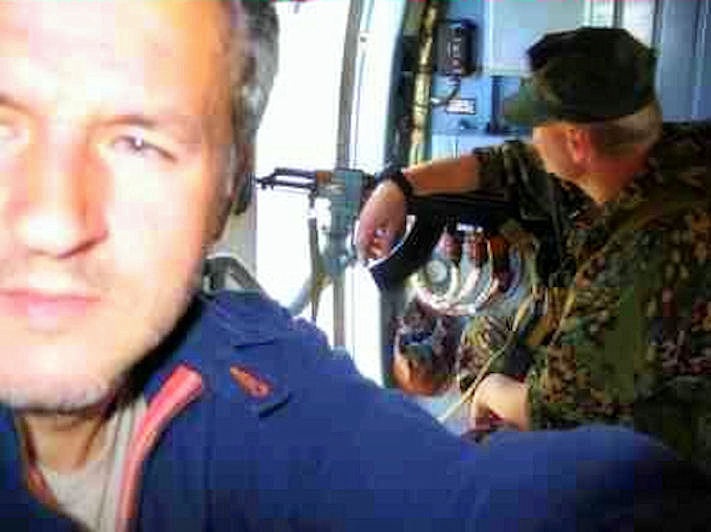
Войцех Плохарски в качестве корреспондента (Чечня)

Является автором ряда публикаций на английском языке, выпущенных в Индии и появляющихся на международном литературном рынке.
Автор текстов польских хитов — «Klub wesołego szampana» (исполнение Formacja Nieżywych Schabuff) и «Karuzela» (T.Love). В 1993 году в составе дуэта Przyjaciele записал авторский альбом «Cyfry» (выпущен в 1994 г., переиздание 2007, в межд. электрон. коммерции 2012), который содержит, среди прочего, интерпретацию лирики А. Блока.
В 2011 году на международном рынке цифровой дистрибуции Плохарский выпустил альбом «Selected Music», а в 2012 — «Under the Papaya Tree». В 2013 году в международной продаже появились сингл «Studium» и альбом «Ilha do Sal».
Известный композитор и пианист Пётр Лашер приветствовал его творчество, назвав «Studium» «отличной музыкой».